# Курт Дімбергер
Курт Дімбергер (нім. Kurt Diemberger; 16 березня 1932, Філлах, Каринтія, Австрія) — альпініст, кінооператор-висотник, режисер, письменник. Кавалер Почесного знака «За заслуги перед Австрійською Республікою». Другий після Германа Буля і єдиний з живих сучасників, які здійснили сходження на два раніше непокорені восьмитисячники — Броуд-пік (1957) і Дхаулагірі (1960) (обидва без застосування кисню). За свою спортивну кар'єру зробив безліч сходжень в Альпах і Гімалаях. У квітні 2013 року у Шамоні на 21-й церемонії нагородження премією «Золотий льодоруб» у номінації «За досягнення всього життя» (англ. Lifetime Achievement Award) йому надана найвища міжнародна нагорода в альпінізмі.

## Біографія
Народився 16 березня 1932 року у місті Філлах на півдні Австрії. Середню освіту здобув у Зальцбурзі, вищу у Віденському економічному університеті (MBA [1955], M.Ed [1962]). З 1963 до 1968 рік працював викладачем в Академії туризму у Зальцбурзі.

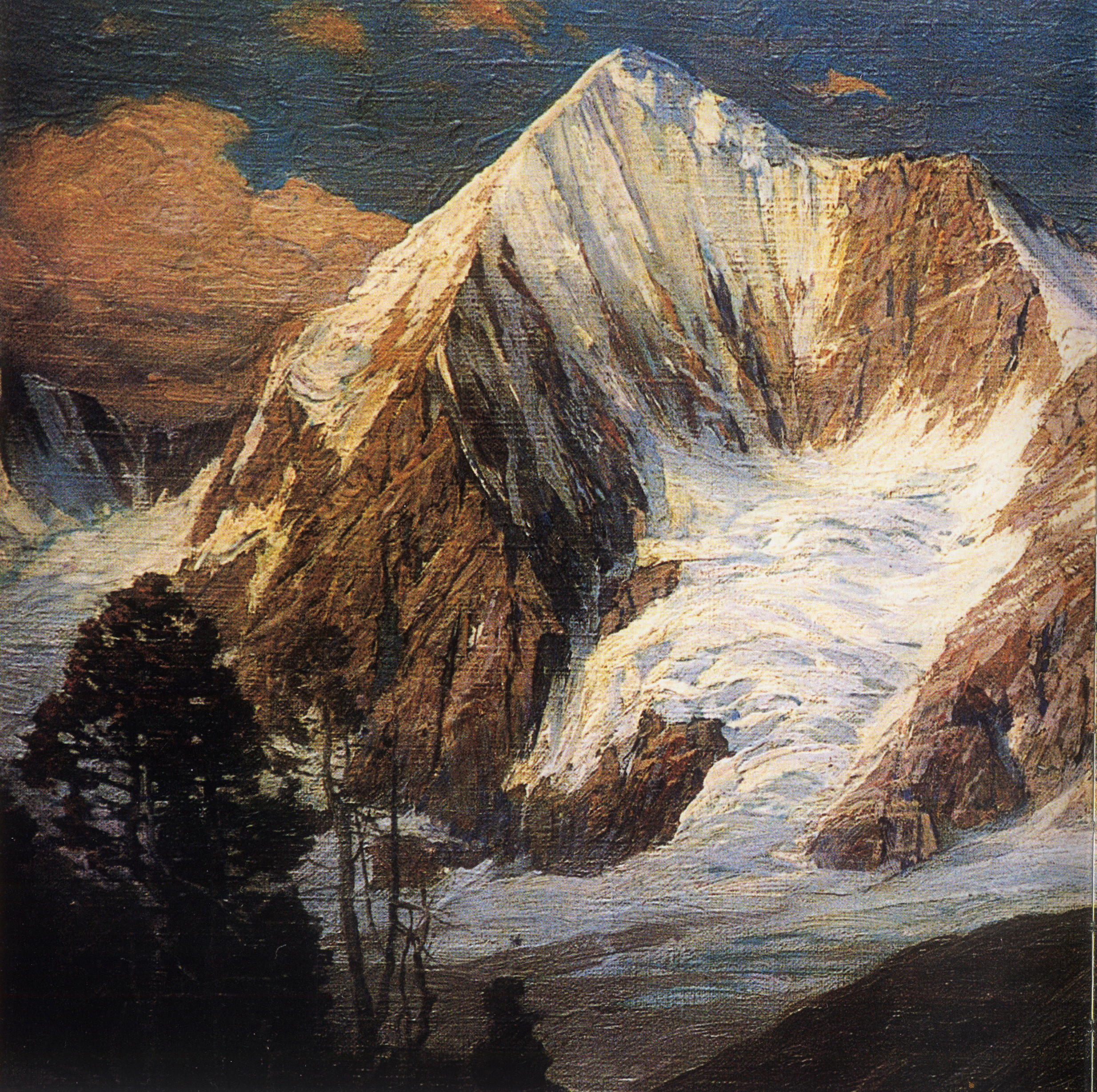
Кенігспітце. Малюнок Густава Яна. На гребені добре видно навислий льодовий карниз (остаточно зруйнувався у 2001 році)

«Жага пригод», за його словами, охопила Курта ще в юності, коли в гірській породі він випадково знайшов кристали й амоноідеї. Інтерес щодо природи їхнього походження призвів його до походів горами, зокрема по ущелині Глазенбахкламм на південь від Зальцбурга, багатого на викопні артефакти. Тоді ж йому стало цікаво, а «навіщо люди підіймаються на вершини, якщо там ще нічого не знайшли?». Відповідь це питання Дімбергер отримав вперше підійнявшись на Лармкогель (1948) — «мене захопила пристрасть».
Наступні десять років Курт лазив в Альпах, де набув великого альпіністського досвіду на найрізноманітніших маршрутах — льодових, скельних й інших. Літо він починав, як правило, у Західних Альпах, де крига була у гарному стані, а закінчував сезон у Доломітах. У 1956 році він пройшов диретиссиму північної стіни Кенігспітце (з Гербертом Кнаппом (нім. Herbert Knapp) і Ганнесом Унтервегером (нім. Hannes Unterweger) — у 1950 роках це був найбільш екстремально складний снігово-льодовий маршрут в Альпах, ключем якого було льодове нависання на передверховій ділянці, що мало назву «трубочки з кремом» (нім. Schaumrolle, англ. Whipped cream roll). Того ж року Курт пройшов першу з великої трійки північних стін Альп — північну стіну Матергорна, а 1958 року здійснив сходження північними стінами на Айгер і Гранд-Жорас (усі три з партнером Вольфгангом Стефаном (нім. Wolfgang Stefan). У 1960 роках отримав ліцензію гірського гіда.
Наприкінці п'ятдесятих років розпочалася кар'єра Дімбергера як альпініста-висотника. У 1957 році зробив перше сходження на Броуд-пік, а 1960 року — перше на Джаулагірі, ставши другим в історії альпіністом, який піднявся на два не пройдені раніше восьмитисячники. Протягом наступних років йому підкорилися Макалу, Еверест, Гашербрум II та К2.
У 1958 році Курт вперше заявив про себе як кінооператор-висотник, знявши фільм про сходження найдовшим альпіністським маршрутом в Альпах «Peuterey Integral» на Монблан (його партнером зі сходження був Франс Лінднер). У 1960 році знімав перше в історії успішне сходження на Джаулагірі, у 1974 році — першосходження на Шарцзе (разом з Германом Вартом [нім. Hermann Warth]), а восени 1978 року зняв перший синхрозвуковий фільм про сходження на Еверест і зробив першу 360° панораму з вершини світу. Його інший фільм «Східна стіна Евересту» (1981) про спробу американських альпіністів піднятися на вершину східною стіною став лавреатом премії Еммі 1982/83. З 1982 року розпочав співпрацю з Джулі Талліс, з якою протягом чотирьох років утворювали найвисотнішу знімальну групу. Результатом їх роботи стали фільми «Діамір — зачаровані Нанга-Парбат» (1982) і «K2 — невловна вершина» (1984). У 1989 році його фільм «K2 — мрія та доля» став переможцем Міжнародного кінофестивалю гірських фільмів у Тренто. З 1982 до 1999 рік брав участь у семи експедиціях Шаксгамом. Крім великих гір як оператор неодноразово працював у Гренландії, Гіндукуші й Африці. Усього взяв участь у створенні понад 30 фільмів. Самому Курту Дімбергеру у 2014 році італійський режисер Лука Бік (італ. Luca Bich) присвятив документальний фільм «Куди» (італ. Verso dove).
За сукупністю спортивних і творчих досягнень у 2006 році Курта Дімбергера нагороджено Почесним знаком «За заслуги перед Австрійською Республікою» (Лицарським хрестом I ступеня). Був почесним президентом Mountain Wilderness International.

### Сходження у Гімалаях

#### Броуд-пік і Чоголіза

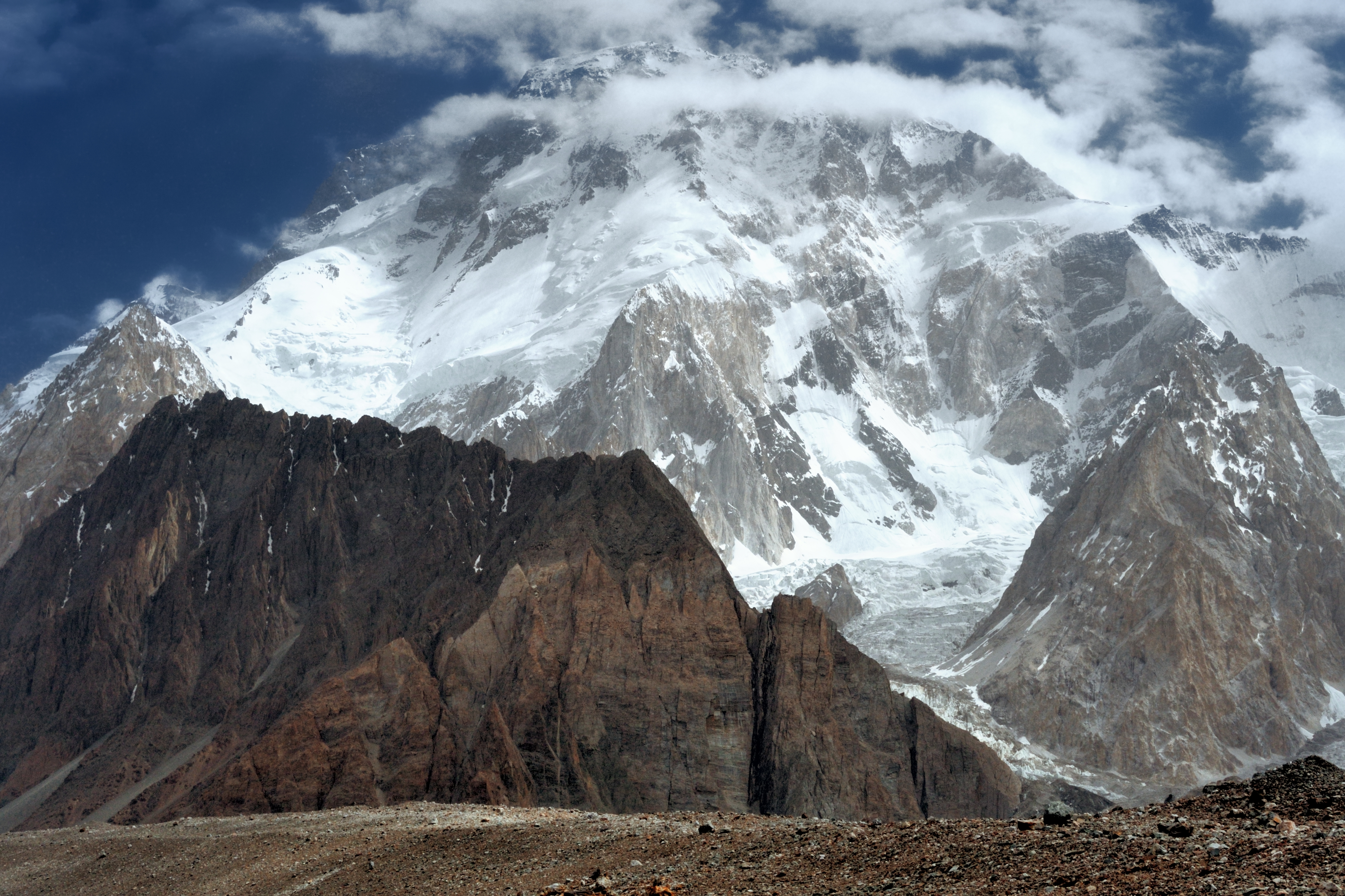
Броуд-пік

У 1957 році на запрошення Германа Буля, який став знаменитістю після свого безпрецедентного одиночного першосходження на Нанга-Парбат, 25-річний Дімбергер увійшов до складу групи з чотирьох австрійських альпіністів, які планували підкорення 12-го за висотою восьмитисячника світу — Броуд-піка. Ідея сходження невеликою за чисельністю альпіністською групою в альпійському стилі належала Булю. Крім них у команду увійшли Маркус Шмук і Фріц Вінтерстеллер.
18 квітня експедиція вийшла зі Скарду, і 13 травня, після встановлення базового табору на льодовику Балторо, альпіністи почали працювати на горі. Було обрано маршрут західним відрогом, що виводив, як здавалося, практично на вершину. До 28 травня на висоті ~6950 м було розбито штурмовий Табір III («Орлине гніздо»), з якого 29 травня альпіністи зробили першу спробу штурму вершини. Близько шостої години вечора Дімбергер і Вінтерстеллер досягли, на їхню думку, найвищої точки, але після того, як гребінець став видимим на всю протяжність, з'ясували, що це не так (місце отримало назву Forepeak — передвершина, ~8028 м), найвища точка знаходилася приблизно у годині шляху. Часу та сил на подальше сходження вже не залишалося, тому всі альпіністи змушено розпочали спуск. На день пізніше вони спустилися до базового табору, де протягом тижня відпочивали. 7 червня альпіністи знову вийшли на гору і 8 числа досягли «Орлиного гнізда». Рано-вранці 9 червня вся група вийшла на повторний штурм. О 17.00 зв'язка лідерів Шмук і Вінтестеллер досягла вершини і через пів години почали спуск. Курт міг підтримувати їх темп, проте вважав за краще супроводжувати Буля, який сильно відставав, — його мучила біль у правій нозі, на якій були ампутовані пальці. Трохи не доходячи до вершини Буль остаточно здав, і Дімбергер з його дозволу вирушив далі один. Він успішно досяг вершини і з початком вечора почав спуск. По дорозі вниз він побачив Буля, який знайшов у собі сили на подальше піднесення. Дімбергер дочекався його, і в насуваючийся темряві, разом з ним знову вийшов на вершину. Вночі при світлі Місяця альпіністи спустилися у Табір III. Вперше в історії першосходження на восьмитисячник здійснили всі учасники експедиції.
Після спуску до базового табору Курт Дімбергер та Герман Буль 21-27 червня зробили спробу першосходження на вершину Чоголіза (7654 м). 27 червня вони вийшли на вирішальний штурм, проте коли до вершини залишалося менше ніж 400 метрів у висоті буря, що раптово розігралася, змусила альпіністів відступити. Під час спуску гребенем під Германом Булем обвалився сніговий карниз і він зірвався разом з ним до підніжжя північної стіни на глибину близько 400—800 метрів і загинув. Сам Дімбергер через 27 годин зміг самостійно дістатися базового табору біля Броуд-піка. За його словами, він залишився живий тільки через безглузду помилку — вони з Булем не були пов'язані мотузкою.
За успішне сходження на Броуд-пік Курту Дімбергеру надано Золотий знаку Пошани (нім. Goldenes Sportabzeichen) Землі Зальцбург. Вдруге він піднявся на нього через 27 років у 1984 році (у зв'язці з Джулі Талліс).

#### Джаулагірі

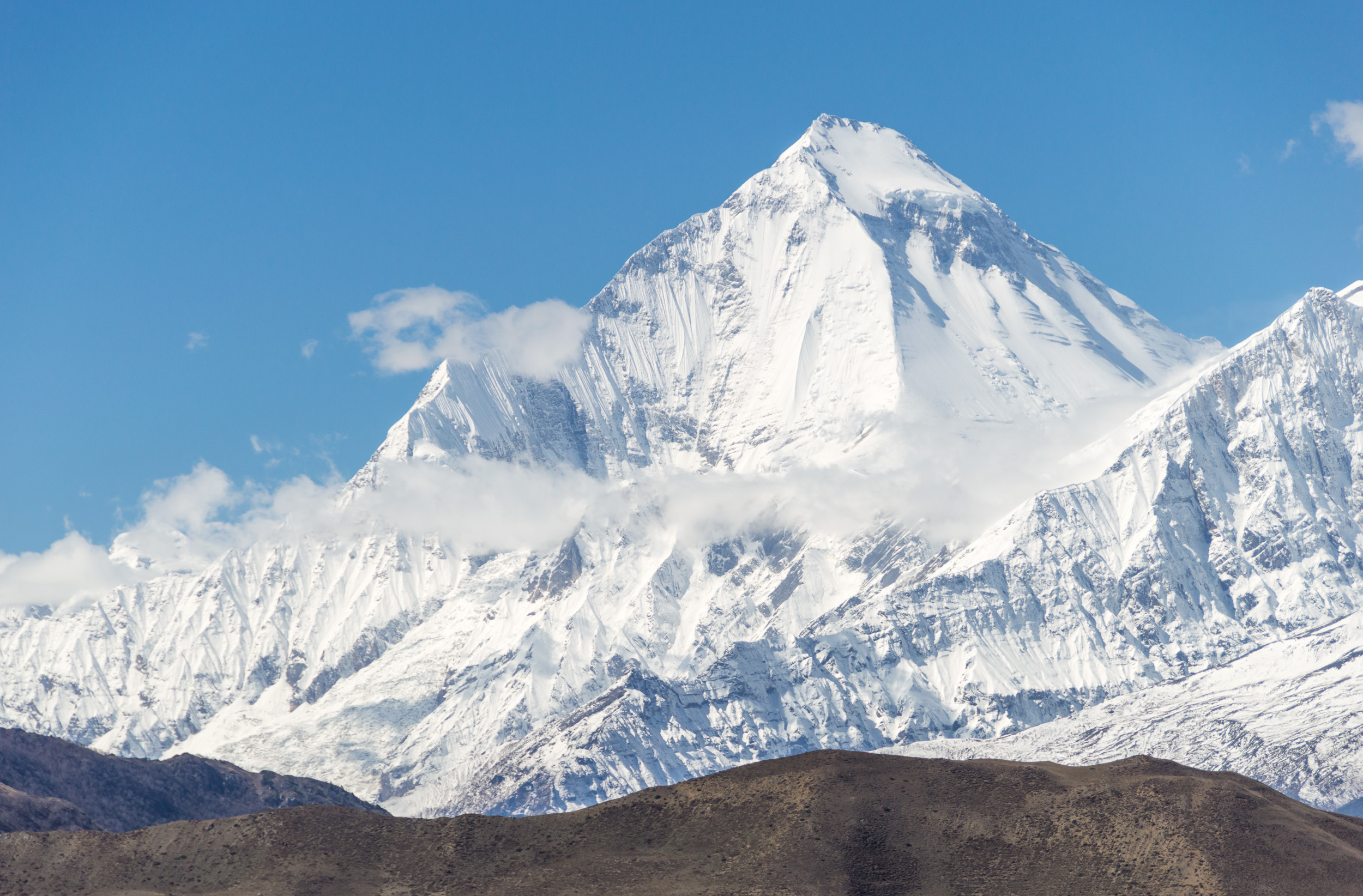
Джаулагірі

До 1960 року Джаулагірі залишався одним із двох останніх непокорених восьмитисячників. Протягом попереднього десятиліття його безрезультатно штурмували сім експедицій. Остання — австрійська 1959 року, визначила оптимальний шлях підйому на вершину — північно-східним ребром. Цим самим маршрутом планувала підйом і швейцарська експедиція 1960 року (кер. Макс Айзелін), до якої увійшли також альпіністи з Австрії (К. Дімбергер), Німеччини (Петер Дінер), Польщі (Адам Скочиляс, Георг Гайдукевич [лікар]) і США (Норман Діренфурт — оператор-висотник). Критеріями відбору в команду у керівника були здатність і готовність альпіністів до суворих умов сходження, а також good comradeship — хороше почуття товариства. 11 квітня команда розпочала роботу зі встановлення проміжних таборів. На початок травня Дімбергер, Ернст Форер, Альбін Шельберт і четверо носіїв організували п'ять висотних таборів, останній з яких на висоті ~7400 м, з якого 4 травня в умовах ідеальної погоди вийшли на штурм. До полудня вони досягли висоти ~7800 м, коли раптове різке погіршення погоди змусило групу повернути назад. Також їм стала очевидною необхідність організації ще одного табору вище, звідки вони змогли б досягти вершини до полудня та повернутися назад до початку обідніх штормів.
Після невдалої спроби, Дімбергер, який страждав від кашлю й обморожених пальців, спустився на відпочинок до Табору II. Однак 9 травня, попри заборону керівника, він залишив другий табір і знову почав підйом у штурмові табори, розраховуючи на участь у першосходженні. 13 травня разом з Форрером, Дінером, Шельбертом і шерпами Німою Додже та Навангом Дордже він першим досяг вершини Джаулагірі. 23 травня, рівно через десять днів, на вершину піднялися Мішель Воше (фр. Michel Vaucher) та Гуго Вебер (нім. Hugo Weber). Його вчинок не був прикладом «…»хорошого почуття товариства«, яке Айзелін декларував як умови для відбору в експедицію… „На Броуд-піку вони випередили мене, — сказав він Ернсту Форреру, хоча я зробив всю важку роботу“».

#### Макалу, Еверест, Гашербрум II

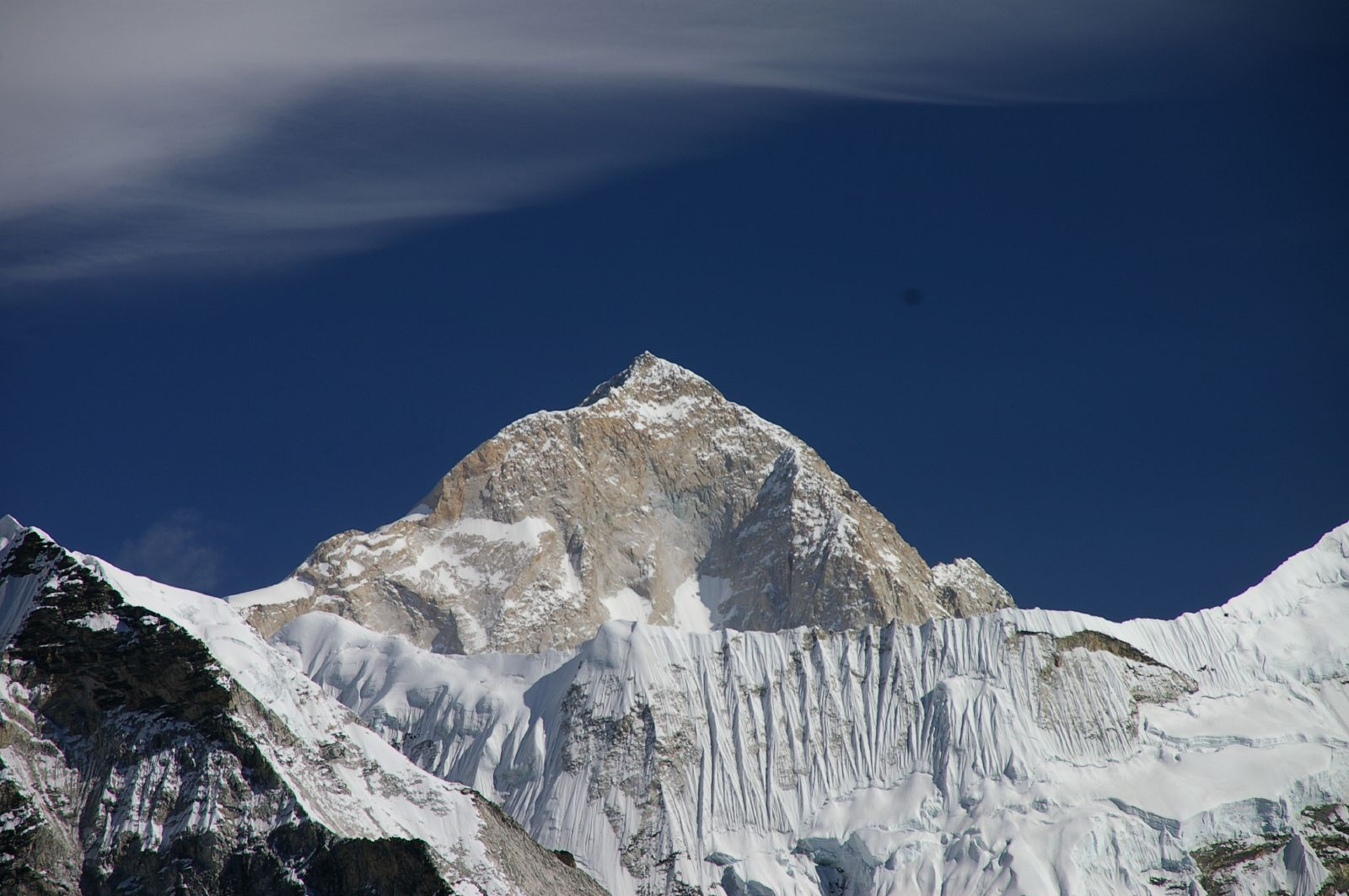
Макалу

Дімбергер повернувся у Великі гори лише через 18 років після Джаулагірі у складі нечисленної Міжнародної експедиції на Макалу 1978 (International Makalu-Expedition 1978) під керівництвом Германа Варта. Альпіністи не ставили перед собою амбітних завдань — планувалося друге сходження французьким маршрутом 1955 року з північного заходу, що їм і вдалося. Після попередньої обробки маршруту та встановлення проміжних таборів 1 травня вершини досягли Варт і шерпа Анг Чепал, а 21 травня Дімбергер і Наванг Тензінг (Nawang Tenzing Lama). Під час сходження Курт захворів на снігову сліпоту, тому спускався вниз у супроводі керівника експедиції, який підстрахував другу штурмову двійку.
Восени того ж року Курт Дімбергер взяв участь у Німецько-французькій експедиції на Еверест під загальним керівництвом доктора Карла Герлігкоффера, хоча за фактом німецька та французька команди (керівник П'єр Мазо) працювали як незалежні групи. 15 жовтня Курт разом з Мазо, Ніколя Єгером і Жаном Афанасьєффом піднявся на найвищу точку планети (за класичним маршрутом через Південне сідло).
За рік, 4 серпня 1979 року серед учасників Німецько-австрійської експедиції під керівництвом Ганса Шелла Дімбергер піднявся на свій п'ятий восьмитисячник — Гашербрум II (за традиційним маршрутом разом з Шеллом, Вальтером Лешем, Альфредом Швабом і Вольфом). Від спочатку задуманої програми сходження — новому маршруту південним контрфорсом довелося відмовитися через погодні умови.

#### Трагедія на К2 1986

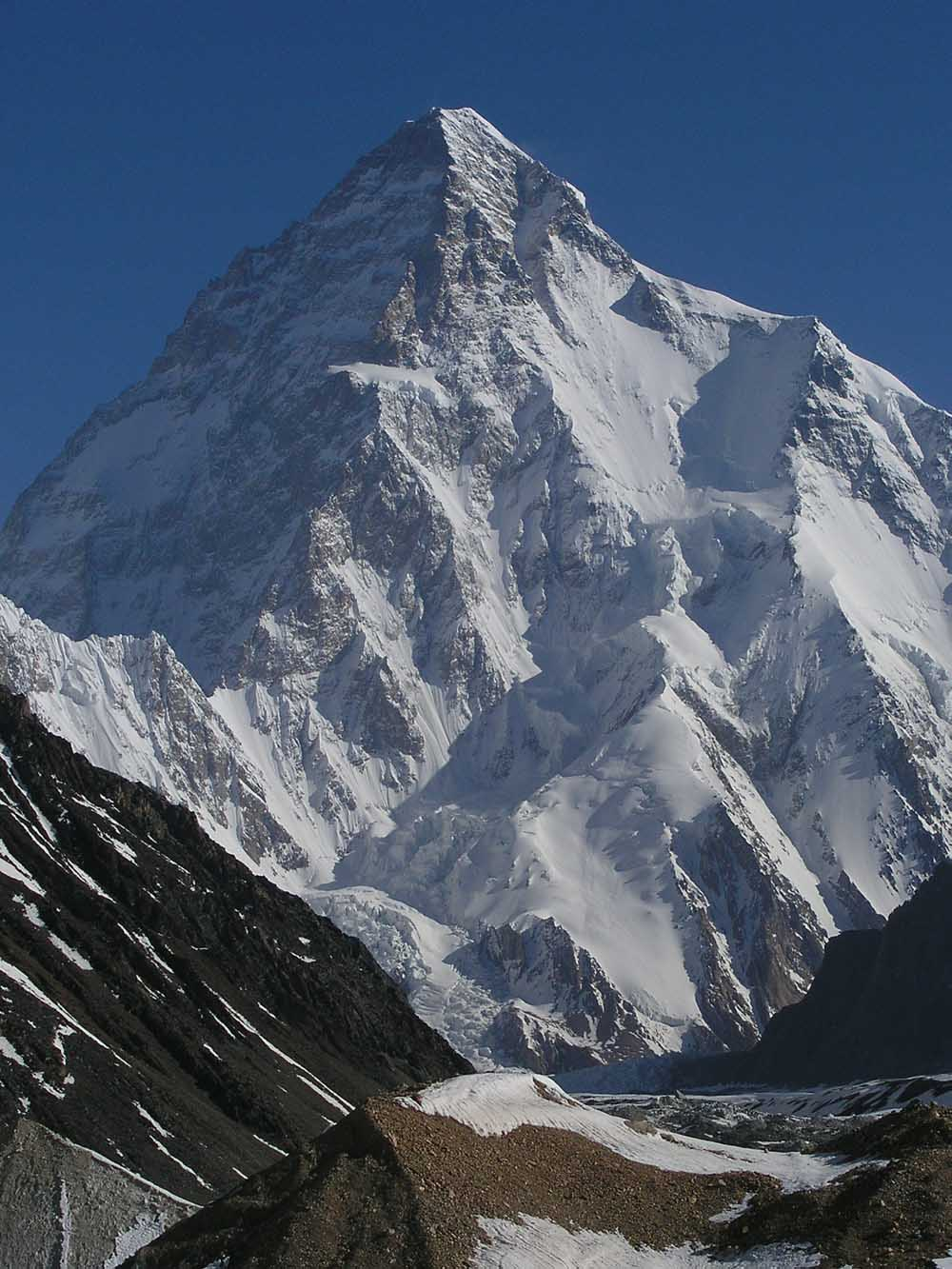
К2

У 1983 і 1984 роках Дімбергер і Джулі Талліс вже працювали на K2 з різними експедиціями як висотна знімальна група, проте в рамках цих експедицій сходження на вершину здійснити не вдавалося. Влітку 1986 року вони працювали з італійською Quota 8000 Expedition, яка марно пробувала здійснити сходження за новим маршрутом — Magic Line — південно-південно-західним гребенем (або Південним стовпом). Після відмови від спроби 5 липня шестеро учасників італійської експедиції все ж таки здійснили сходження за класичним маршрутом ребром Абруццького (6 липня Курт і Джулі дійшли до 8200, але через погіршення погоди відступили). На початку серпня, уже добре акліматизованими, Дімбергер і Талліс зробили повторну спробу підйому. 4 серпня о 17:30 вони досягли вершини, але спуститися до штурмового табору не встигли — вже на самому початку спуску Талліс зірвалася, зірвала Курта, і прослизнувши крутим схилом близько 100 метрів, зв'язка ледве уникла загибелі. Через небезпеку повторного зриву у темряві їм довелося провести «холодну ночівлю» на 8 400 м, і лише вдень 5 серпня на тлі різко погіршення погоди вони досягли штурмового Табору IV (~ 7900 м), в якому відпочивали після сходження також 4 серпня учасники австрійської експедиції Віллі Бауер, Альфред Імітзер (англ. Alfred Imitzer) і Ганнес Вайзер (англ. Hannes Weiser), польська альпіністка Доброслава Вольф, а також британець Алан Роуз.
У другій половині дня пориви вітру стали досягати понад 150 км/год при температурі близько -30° C, випадала величезна кількість снігу. Шторм тривав п'ять днів. 7 серпня уві сні, ймовірно від набряку мозку, померла Джулі Талліс. 8 серпня в альпіністів закінчилися продукти та паливо. За словами Дімбергера, усі «досягли тієї стадії, коли важко відрізнити реальність від вигадки». Тільки 10 серпня з'явилася перша можливість для продовження спуску і Дімбергер, Вольф, Імітзер, Бауер і Вайзер скористалися нагодою. До цього часу Роуз був ще живий, непритомним. Спустити його у його стані було не реально. Майже відразу після початку спуску Імітзера та Вайзера залишили сили: «Ми марно намагалися їх розворушити», — говорив пізніше Дімбергер. За кілька годин упала на сніг і більше не піднялася Вольф. До базового табору, у результаті, дісталися лише Дімбергер і Бауер, які 16 серпня з численними обмороженнями кінцівок були евакуйовані гелікоптером до лікарні. Пізніше Курт присвятив трагедії фільм «K2 — Traum und Schicksal» (укр. K2: Мрія та доля) (1989).

## Книги
- Diemberger K. De zéro à huit mille mètres. — Albin Michel, 1974. — P. 348. — ISBN 978-2226001016.
- Diemberger K. The Endless Knot: K2, Mountain of Dreams and Destiny. — Mountaineers Books, 1991. — 308 с. — ISBN 0898863007.
- Diemberger K. Summits and Secrets. — Mountaineers Books, 1991. — 348 с. — ISBN 0898863074.
- Diemberger K. Spirits of the Air. — Mountaineers Books, 1994. — ISBN 0898864089.
- Diemberger K., Mantovani R. K2: Challenging the Sky. — Mountaineers Books, 1997. — 141 с. — ISBN 0898865182.
- Diemberger K., Mantovani R. Everest: The History of the Himalayan Giant. — Mountaineers Books, 1997. — 140 с. — ISBN 0898865344.
- Diemberger K. K2. Traum und Schicksal. — Bruckmann, 2001. — ISBN 978-3765437557.
- Diemberger K. El séptimo sentido. El arte de vivir y escalar montañas. — Ediciones Desnivel, 2007. — ISBN 978-8498290707.
- Diemberger K. Seiltanz: Die Geschichten meines Lebens. — 2007. — 304 с. — ISBN 389029328X.

## Фільмографія
- Mont Blanc — Der grosse grat von Peuterey (1962) (Монблан — хребет Петро)
- Conquest of Dhaulagiri (1961) (Підкорення Дхаулагірі)
- Mount Everest, the east face (1981) (Еверест, східна стіна)
- Diamir — Les envoûtés du Nanga Parbat (1982) (Діамір — зачаровані Нанга-Парбат)
- K2 — The elusive summit (1984) (К2 — Невловна вершина)
- K2 — Traum und schicksal (1989) (K2: Мрія та доля)[18]

## Виноски
1. ↑  Першою людиною, яка піднялася на два непокорені раніше восьмитисячники був непальський портер Гялзен Норбу (англ. Gyalzen Norbu Sherpa) — Макалу (1955) и Манаслу (1956). Загинув у 1961 році[5].
2. ↑  Магістр освітніх і педагогічних наук
3. ↑  У низці джерел зазначається, що Дімбергер закінчив Віденський університет, Моріс Ісерман – історик альпінізму, називає його студентом-медиком (на 1957), в одному з інтерв'ю сам Курт каже: Ich war der "Arzt". Buhl sagte zu mir: Du hast studiert, du hast einen Monat Zeit (укр. Я був "лікарем". Буль сказав мені: ти вчився, у тебе є місяць[7][8].).
4. ↑  Deutsche Everest-Lhotse-Expedition 1974, що планувала сходження на Лхоцзе за новим маршрутом[13].